# Upplands runinskrifter 18
Upplands runinskrifter 18 är en vikingatida runsten av gnejs i Stavsund, Ekerö socken och Ekerö kommun. 
Runstenen är cirka 1,95 meter hög och cirka 1,35 meter bred och 0,3 meter tjock. Mitt på stenen är spår av ett kors med storleken 55 gånger 58 centimeter.
Ordet "magr" (frände) på ristningen syftar på en frände genom giftermål, såsom en svåger eller måg.

## Inskriften
Translitterering av runraden:
-a-ur · [au]k : ul... · ristu : tin [:] (þ)ina · [efti(ʀ) · -au-altar · mak ·] sin · k[uþa]n · [i · uiki :]
Normalisering till runsvenska:
''-a-ur ok ... ræistu stæin þenna æftiʀ -au-altar, mag sinn goðan i Vik/Vikby.
Översättning till nusvenska:
... och ... reste denna sten efter ..., sin gode frände i Vik.